# Petr Tausk
Petr Tausk (24. ledna 1927, Praha – 3. května 1988, tamtéž) byl český chemik, fotograf, žurnalista, spisovatel, historik fotografie a vysokoškolský pedagog.

## Život
V roce 1950 vystudoval Vysokou školu chemicko-technologickou v Praze, pak pracoval jako vědecký pracovník. V oboru chemie publikoval řadu odborných prací.
Dále se zabýval fotografií a to teoreticky i prakticky. Od roku 1967 působil jako externí pedagog na Filmové a televizní fakultě Akademie múzických umění.

## Dílo
Jako fotograf se věnoval především krajinářské a portrétní fotografii, nejprve černobílé, později hlavně barevné.
Napsal několik příruček a knih o technické stránce fotografie (fotografická chemie a technika) i o teorii a dějinách fotografie. Podílel se na přípravě řady výstav (například Surrealismus a fotografie). Dále napsal řadu článků do fotografických i jiných časopisů, například seriály článků:
- Úvod do tvůrčí fotografie, časopis Československá fotografie, 1966-1969
- Kapitoly z dějin fotografie, Revue fotografie, 80. léta 20. století

## Spisy (výběr)
- Praktická fotografie, vedoucí kolektivu autorů, Praha : SNTL, 1973
- Barevná fotografie, spoluautoři: Ján Šmok, Josef Pecák, Praha : SNTL, 1975
- TAUSK, Petr. Josef Sudek. Praha: Pressfoto, 1976. 13 fotografií. (Mezinárodní fotografie; sv. 1).
- TAUSK, Petr. Die Geschichte der Fotografie im 20. Jahrhundert : von der Kunstfotografie bis zum Bildjournalismus. Překlad Karin Thomas, Gert Koshofer. Kolín nad Rýnem: DuMont, 1977. 269 s. Dostupné online. ISBN 3-7701-0813-2. (německy)
- TAUSK, Petr. Nestačí jen stisknout spoušť.... 1. vyd. Praha: Práce, 1978. 224 s.
- TAUSK, Petr. Josef Ehm. Praha: Panorama, 1979. 18 fotografií. (Profily z prací mistrů československé fotografie; sv. 2).
- TAUSK, Petr. Photography in the 20th Century. Překlad Veronica Talbot, J. David Beal. Londýn: Focal Press, 1980. ISBN 0-240-51031-3. (anglicky)
- SUDEK, Josef. Josef Sudek. Příprava vydání Josef Prošek, Petr Zora a Petr Tausk; úvodní text: Petr Tausk. Praha: Panorama, 1980. 18 fotografií. (Profily z prací mistrů československé fotografie; sv. 1).
- Dějiny fotografie, Díl 2 - Interpretační hlediska, Praha : SPN, 1984 - skriptum FAMU
- Přehled současné fotografie v zahraničí, Praha : SPN, 1985 - skriptum FAMU
- Přehled vývoje československé fotografie od roku 1918 až po naše dny, Praha : SPN, 1986 - skriptum FAMU
- Dějiny fotografie, Díl 1. - Přehled vývoje fotografie do roku 1918, Praha : SPN, 1987 - skriptum FAMU
- Dějiny fotografie I.: skripta pro 1. a 2. ročník Pražské fotografické školy, Svaz českých fotografů, Praha, 1988, 3. vydání, 128 s., pro vnitřní potřebu
- Dějiny fotografie III. část A: skripta pro 3. a 4. ročník Pražské fotografické školy, Svaz českých fotografů, Praha, 1988, 2. vydání, 69 s.
- Dějiny fotografie III. část B: skripta pro 3. a 4. ročník Pražské fotografické školy, Svaz českých fotografů, Praha, 1988, 2. vydání, 178 s.
- TAUSK, Petr. A short history of press photography. Praha: International Organization of Journalists, 1988. 232 s. (anglicky)

## Výstavy
- 2022 – Petr Tausk: Portréty, Galerie Josefa Sudka, Uměleckoprůmyslové museum v Praze. Kurátoři: Jan Mlčoch, Vladimír Birgus. 2. března – 19. červen 2022.[1][2]